# Trióxido de carbono

Los isómeros Cs, D3h, y C2v del trióxido de carbono.

El trióxido de carbono (CO3) es un óxido de carbono inestable (un oxocarbono).  Tres posibles isómeros del trióxido de carbono, denotados Cs, D3h, y C2v, han sido más estudiados por métodos teóricos. El estado C2v ha demostrado ser el estado fundamental de la molécula.
El trióxido de carbono (CO3) no debe confundirse con los iones carbonato estables (CO32−).

## Formas de obtención
El trióxido de carbono puede producirse, por ejemplo, en la zona de deriva del efecto corona negativo mediante reacciones entre dióxido de carbono (CO2) y el oxígeno atómico (O) creado a partir del oxígeno molecular (O2) por electrones libres en el plasma.
Otro método reportado es la fotólisis del ozono O3 disuelto en CO2 líquido, o en las emisiones de mezclas CO2/SF6 a -45 °C, irradiados con luz de 2537 Å de longitud de onda (Correspondiente a la radiación ultravioleta). La formación de CO3 se infiere pero parece que decae de forma espontánea por la ruta 2CO3 → 2CO2 + O2 con una vida útil mucho menor de 1 minuto.
El trióxido de carbono también puede obtenerse insuflando ozono en hielo seco (CO2 sólido), y ha sido detectado en las reacciones